# Praproče pri Temenici
Praproče pri Temenici so naselje v Občini Ivančna Gorica.